# Correlatore (acustica)
Nell'ambito della ricerca perdite il correlatore è una apparecchiatura elettroacustica in grado di determinare la posizione di una perdita in una condotta interrata che trasporta fluido. Il correlatore è un'evoluzione del geofono rispetto al quale permette di localizzare con maggiore precisione il punto esatto della perdita.

## Caratteristiche
Generalmente i correlatori sono costituiti da una unità centrale alla quale sono collegati due microfoni piezoelettrici molto sensibili, chiamati anche accelerometri capaci di captare ed amplificare i suoni che si propagano in una condotta trasmettendo il segnale verso l'unità centrale.

## Principio di funzionamento
Ogni liquido o gas che fuoriesce da una condotta in pressione genera un rumore che si propaga lungo la condotta in entrambe le direzioni.
Operativamente si collegano i due accelerometri, generalmente sfruttando la presenza di pozzetti o aste di manovra, agli estremi del tratto di condotta nel quale si sospetta possa esserci una perdita.
Se la perdita si trova precisamente al centro del tratto il rumore prodotto dalla perdita raggiunge i sensori posti agli estremi nel medesimo istante. Se la perdita si trova disassata vi è un ritardo di qualche frazione di secondo tra un microfono e l'altro: il rumore raggiunge prima il sensore più vicino e poi quello più lontano.
L'unità centrale analizza il ritardo del segnale tra i due sensori ed in base alla velocità di propagazione del suono all'interno della condotta (dipendente dal tipo di fluido trasportato e dal materiale costituente la condotta) riesce a determinare l'esatta localizzazione della perdita.

## Moderni correlatori
Negli ultimi anni vi è stata una notevole evoluzione dello strumento.
Si è passati da sensori collegati con lunghi cavi alla unità centrale ad accelerometri collegati con sistemi wireless.
Le unità centrali sono dotate di sistemi di registrazione dei dati acquisiti e sistemi di filtraggio di varie bande di frequenza di suoni al fine di discriminare quelli prodotti dalle perdite altri suoni prodotti dalla condotta.
Attualmente è possibile anche effettuare correlazioni multiple con 3 o più sensori contemporaneamente collegati via radio alla stessa unità centrale. Tale tecnica consente di aumentare la precisione della localizzazione.